# Alhama de Granada
Alhama de Granada és una ciutat de la província de Granada situada al sud-oest de la província. Limita amb Zafarraya, Loja, Salar, Moraleda de Zafayona, Cacín, Chimeneas, Arenas del Rey, Jayena, Otívar i Santa Cruz del Comercio, Cómpeta, Canillas de Albaida, Salares, Sedella, Canillas de Aceituno i Alcaucín.
El seu nom ve de l'àrab i significa aigües calentes, nom que fa referència al balneari d'aigües termals que té. Sembla que aquest balneari té el seu origen a l'època romana i que el seu ús va ser continuat pels àrabs dels quals es conserva el Bany de la Reina.
Fou fortificada i els reis de Granada la van tenir com a residència d'estiu. El 1482 fou atacada per sorpresa per Diego Ponce de Merlo, marquès de Cadiz, i per Diego Hernández Portocarrero, governador de la regió, i conquerida després de vèncer una forta resistència. Abu l-Hasan Ali va intentar recuperar-la tres vegades però Ferran i Isabel van enviar sempre prou tropes per assegurar-ne la defensa. La pèrdua de la ciutat per part dels àrabs va ser molt sentida pels musulmans, i va obrir aviat una nova època sota el govern dels Reis Catòlics. Hi ha un romanç anònim sobre aquesta fita: "Ay de mi Alhama".
Alhama està situada sobre un penya-segat. Algunes de les seues cases pengen sobre aquest penya-segat i miren al riu Alhama.
La ciutat té moltes festes tradicionals on la gent hi participa molt. Són famosos els Carnavals, la Candelaria, la fira de Sant Joan, la Romeria de la Verge (15 d'Agost) i la fira de setembre.

## Llocs d'interès
El nucli antic de Alhama de Granada és considerat com bé d'interès cultural (B.I.C.) i inclòs en el Catàleg General del Patrimoni Andalús sota la tipologia de Conjunt Històric.

### Àmbit religiós
Església de l'Encarnació: Manada edificar pels Reis Catòlics sobre el solar de l'antiga mesquita major, és d'estil gòtic tardà i renaixentista. És d'especial interès la seva col·lecció d'ornaments litúrgics brodats en or, plata i seda dels S.XV-XVI. Conservats en l'interior del seu museu.
Enterament construïda en pedra, és d'una sola nau, amb tres trams coberts per voltes estrellades, amb capelles laterals entre els contraforts (només en un dels seus costats), altar i cor enlaire. Per la seva il·luminació s'usen finestrals en forma d'arc apuntat i roseta trilobular a la part superior de la finestra.
Es pot destacar l'escultura de la Immaculada, el rostre i mans de la qual són originals del Barroc i es van reintegrar en un nou cos després que aquest fos destruït en la Guerra Civil. També cal destacar l'escut i les divises originals, d'Isabel (jou) i de Fernando (fletxes), els Reis Catòlics.

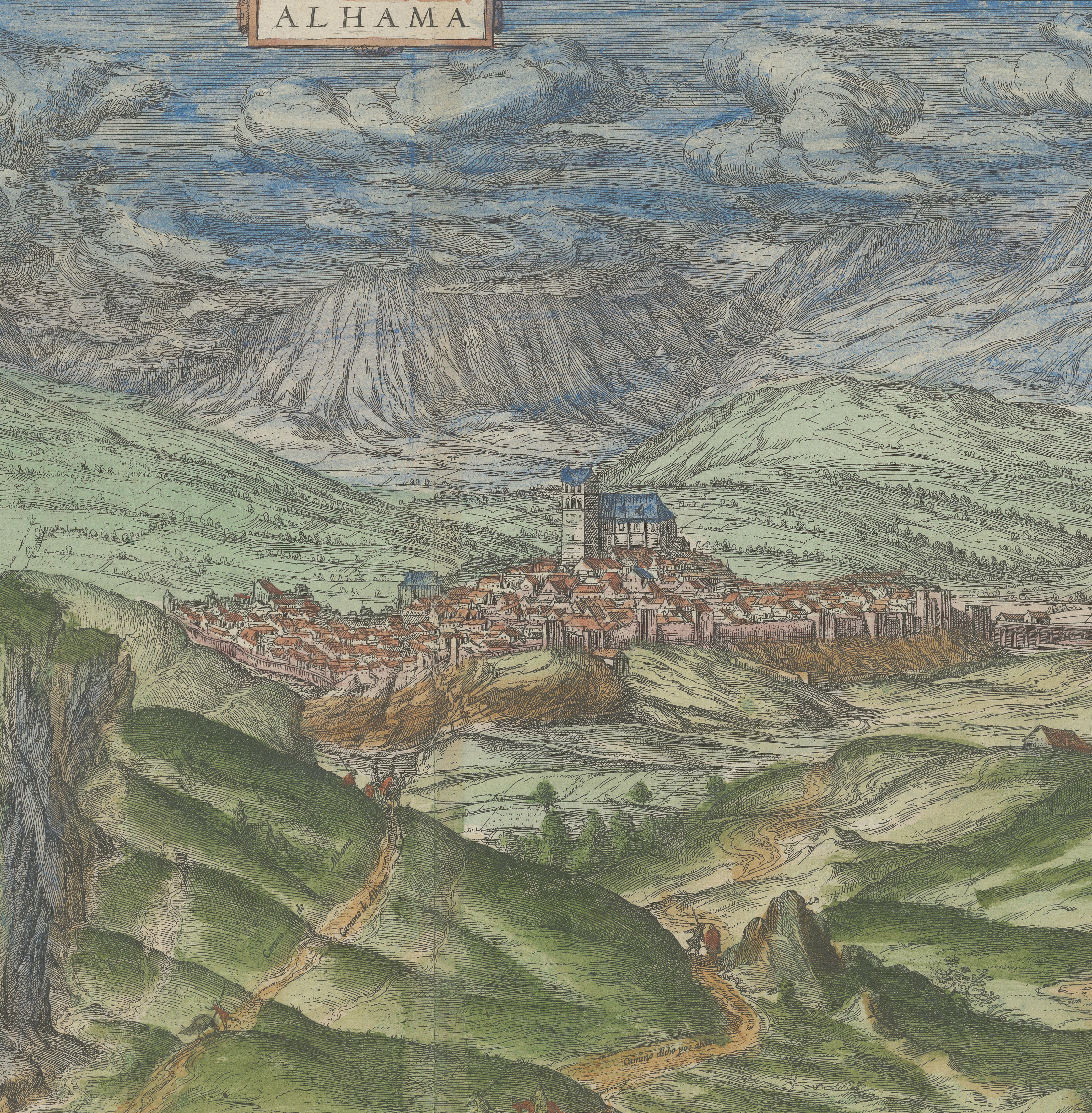
Alhama de Granada 1575

Durant el anys 1734-1751 es construeix la nova sagristia, unida a l'església per una crugia, que travessant el carrer fa a la part baixa un característic passadís cobert amb volta de mig canó. En el seu interior l'església posseeix un petit museu amb excel·lents peces religioses, tèxtils i d'orfebreria.
Església del Carme: Data dels segles XVI-XVIII, i va ser un antic convent dels Carmelites Calçats. D'estil renaixentista i barroc, les seves capelles van ser lloc d'enterrament de les famílies de l'aristocràcia d'Alhama, els escuts de les quals coronen els seus arcs. L'església presenta un senzill portal, arc de mig punt amb un ràfec i l'escut carmelita a la part superior de la façana.
Durant la invasió francesa els seus béns mobles van ser en part saquejats. Amb la desamortització de Mendizábal es van expulsar els religiosos i el claustre (actual ajuntament) va passar a ser propietat pública. En el terratrèmol de 1884 va patir quantiosos danys.
A l'interior cal destacar La capella de Jesús Natzarè, (actualment de la Verge de les Angoixes). Realitzada enterament en pedra picada està dividida en dos mòduls, el primer més gran té forma hexagonal, i està unit a la nau principal de l'església. La capçalera situada al final de la nau central està coberta per una volta d'aresta, s'hi conserva part d'un cortinatge en estuc que emmarcaria el desaparegut retaule major. Sota ella hi ha una cripta d'enterrament. Després de l'altar major se situa una obra summament representativa del rococó, el cambril (restaurat recentment): de planta quadrada coberta amb una cúpula decorada amb una gran varietat de formes geomètriques, i vegetals, tots ells realitzats en guix o estuc.
La petita torre, va ser construïda al segle xix. El claustre, (primer terç del segle xvii) actual ajuntament, ha estat totalment transformat en el seu interior, es conserven al pati dues de les galeries porticades de pedra picada, amb dos pisos, que envoltarien l'antic claustre.

### Àmbit civil
La Presó: Construïda en 1674, sota el mandat de Carles II, se suposa que va estar adossada a l'antiga Casa de la Vila. Destaca en la seva façana l'escut de la ciutat, un dels més antics de la ciutat conservats.
L'edifici de la presó alberga actualment el CIAG. (Centre per a la interpretació, el coneixement, la difusió de la història i la cultura d'Alhama de Granada). En el seu interior conserva una cel·la de càstig. Aquest modern centre està distribuït en sis sales que ens acosten a la història de la ciutat. La seva visita suposa un primer acostament a la història de la població, des dels temps més remots fins a l'actualitat.
El Pòsit: s'utilitzava per emmagatzemar el gra, especialment el blat, i comercialitzar-los als veïns a preus mòdics en èpoques d'escassetat. Conserva la façana original, l'escut antic de la ciutat, i en el seu interior les columnes que sostenien la planta superior.
Va ser construït en la primera meitat del segle xvi. En l'actualitat és propietat privada.
La Casa de la Inquisició: Situada al costat de l'Església de l'Encarnació es tracta d'un edifici reconstruït a mitjan segle xx. Construcció en estil gòtic tardà. Sobre la porta amb forma d'arc mixtilini trobem l'escut de l'orde de Sant Pere. Al segon pis s'obre una finestra geminada de tipus gòtic. Destaca a la façana la petita escultura en baix relleu del dimoniet de la casa de la Inquisició.
Hospital de la Reina: També conegut com a Hospital Reial, va ser el primer hospital de sang del Regne de Granada que varen aixecar els Reis Catòlics entorn de l'any 1485, destacant les seves armadures mudèjars en els seus sostres. Es va edificar sobre una construcció islàmica.
Actualment en el seu interior es troben la seu de l'Associació Termalisme d'Andalusia i el Centre d'Exposició de Artesanal de Alhama de Granada.
Les Masmorres: Excavades a la roca són vells vestigis de l'etapa musulmana, ja que es remunten al segle xiii, el recinte conegut popularment com a masmorres va ser construït originalment com a sitja, en l'època de la conquesta van ser utilitzades com masmorres i al llarg de la seva història han estat utilitzades per altres fins entre ells com a habitatge.
El castell: Situat al centre del municipi, es troba erigit sobre l'antic castell àrab. De pedra irregular, va ser remodelat a principis del S.XX.

### Àmbit urbanístic
Plaça dels Presos
Caño Wamba: Data de 1533, està realitzat sobre gres. En els panys laterals es poden observar restes dels emblemes dels Reis Catòlics, el jou i les fletxes, i al centre, es pot veure l'àguila bicèfala, escut de l'emperador Carles V.
El mirador del Tajo
La Pila de la Carrera: del s. XIX.
El Pont romà: Situat a dos quilòmetres del centre de la ciutat, en el camí que porta al balneari, es troben les restes d'un antic pont, tingut des de sempre com d'època romana. Va ser construït en temps d'Octavi August, al s.I d.C. Està compost per un sol ull en forma d'arc de mig punt i construït amb lloselles de La Malahá i aparell irregular.
L'Aqüeducte: del s. XVI.

## Agermanaments
- Banhèras de Bigòrra